# テンテ・サンチェス
ホセ・ビセンテ・"テンテ"・サンチェス・フェリプ（José Vicente "Tente" Sánchez Felip、1956年10月8日 - ）は、スペイン・カタルーニャ州バルセロナ出身の元同国代表サッカー選手。ポジションはMF。

## クラブ経歴
カタルーニャ州のバルセロナに生まれ、1974年にFCバルセロナのカンテラに入団した。1975-76シーズンにトップチームへと昇格し、デビューシーズンはリーグ戦4試合に出場した。翌シーズンから出場機会を伸ばしていき、バルセロナでは在籍11シーズンで合計9個ものタイトル獲得に貢献し、公式戦出場は300試合に到達した。
キャリア晩年には、当時ラ・リーガに在籍していたレアル・ムルシアに2シーズン、現役ラスト2シーズンはCEサバデルに所属し、1990年に現役を引退した。現役引退後は選手の代理人として働いている。

## 代表経歴
1978年10月4日、UEFA欧州選手権1980予選のユーゴスラビア代表との試合でスペイン代表デビューを果たした。また、A代表デビューする前の1976年には、モントリオールオリンピックにも参加している。
また、スペイン代表として、自身唯一となるメジャー大会の1982 FIFAワールドカップに出場した。

## タイトル
FCバルセロナ
- ラ・リーガ : 1回 (1984-85)
- コパ・デル・レイ : 3回 (1977-78, 1980-81, 1982-83)
- スーペルコパ・デ・エスパーニャ : 1回 (1983)
- コパ・デ・ラ・リーガ : 2回 (1983, 1986)
- UEFAカップウィナーズカップ : 2回 (1978-79, 1981-82)